# Numbers (álbum de Cat Stevens)
Numbers es el noveno álbum de estudio del cantautor británico Cat Stevens, publicado el 30 de noviembre de 1975 por Island Records en el Reino Unido y por A&M Records en Norteamérica. Se trata del primer álbum conceptual del artista. Aunque logró el certificado de disco de oro, el álbum vendió en mucha menor medida que las producciones anteriores de Stevens.

## Lista de canciones
Todas compuestas por Cat Stevens.

### Lado A
1. "Whistlestar" – 3:46
2. "Novim's Nightmare" – 3:50
3. "Majik of Majiks" – 4:30
4. "Drywood" – 4:53

### Lado B
1. "Banapple Gas" – 3:07
2. "Land o' Freelove & Goodbye" – 2:50
3. "Jzero" – 3:44
4. "Home" – 4:09
5. "Monad's Anthem" – 2:43

## Créditos
- Cat Stevens – voz, guitarras, teclados
- Jean Roussel – piano, sintetizador, teclados
- Alun Davies – guitarra acústica
- Gerry Conway – batería
- Bruce Lynch – bajo